# Julia Fox
Julia Fox (født 2. februar 1990) er en italiensk-amerikansk skuespillerinde og model. Som skuespillerinde er hun kendt for sin debutpræstation i 2019-filmen Uncut Gems, som hun blev nomineret til Breakthrough Actor Award ved Gotham Awards 2019.

## Opvækst og uddannelse
Fox blev født i Milano, Italien, af en italiensk mor. Hendes far er amerikansk. Fox tilbragte sine første år hos sin bedstefar. I en alder af seks flyttede hun til New York City med sin far og boede i Yorkville, Manhattan. Hun har haft adskillige servicejobs, blandt andet har hun arbejdet i en skobutik, en isbutik og et konditori. Fox gik på City-As-School High School og arbejdede som dominatrix i seks måneder.

## Karriere
Før sin rolle i Uncut Gems var Fox tøjdesigner og lancerede med sin veninde Briana Andalore en succesrig luksus striklinje for kvinder, Franziska Fox. Hun arbejdede også som model, poserede for den sidste nøgenudgave af Playboy i 2015,.Hun har udstillet som maler og fotograf. Hun udgav selv to bøger om fotografi, Symptomatic of a Relationship Gone Sour: Heartburn/Nausea, udgivet i 2015, og PTSD, udgivet i 2016. I 2017 var Fox vært for en kunstudstilling med titlen "RIP Julia Fox'", som indeholdt silkelærreder malet med hendes eget blod.
Fox fik sin spillefilmdebut i Netflix-filmen Uncut Gems af Josh og Benny Safdie fra 2019, hvor hun spillede en showroomsælger og elskerinde til filmens hovedperson Howard Ratner (spillet af Adam Sandler). Fox havde kendt Safdie-brødrene i næsten et årti efter at have mødt Josh Safdie gennem et tilfældigt møde på en cafe i SoHo, Manhattan.
Fox har skrevet og instrueret Fantasy Girls, en kortfilm om en gruppe teenagepiger, der er involveret i sexarbejde, der bor i Reno, Nevada. Hun medvirkede i Ben Hozies PVT Chat og spillede en camgirl ved navn Scarlet. Filmen blev udgivet i USA den 5. februar 2021. Hun blev set i No Sudden Move, som udkom i USA den 1. juli 2021.
Som model har hun optrådt i kampagner for Diesel  og Coach New York ; og i lederartikler for CR Fashion Book, The Last, Office, Wonderland,  Vogue, Vogue Italia,  The Face,  Paper, V, og Interview.

## Privatliv
Fox giftede sig med Peter Artemiev, en privatpilot baseret i Brighton Beach, Brooklyn, i november 2018 og blev senere skilt fra ham. De boede sammen i Yorkville, Manhattan. Den 14. februar 2021 annoncerede Fox fødslen af hendes søn. Han blev født 17. januar 2021.
I januar 2022 bekræftede Fox, at hun datede rapperen Kanye West i en artikel, hun skrev til Interview ;  i februar 2022 brød Fox og West op. Fox udtrykte, at hun datede West for at "give folk noget at tale om" midt i en igangværende pandemi.

## Filmografi
| År   | Film               | Rolle               | Notater                              |
| ---- | ------------------ | ------------------- | ------------------------------------ |
| 2019 | Uncut Gems         | Julia De Fiore      | Film                                 |
| 2020 | Puppet             | Julia               | Film                                 |
| 2020 | PVT Chat           | Scarlet             | Film                                 |
| 2020 | Acting for a Cause | Titania / Hippolyta | Episode: "A Midsummer Night's Dream" |
| 2021 | No Sudden Move     | Vanessa Capelli     | Film                                 |

## Awards og nominationer
| År   | Nomineret for | Pris                             | Katergori                | Resultat  | Ref.   |
| ---- | ------------- | -------------------------------- | ------------------------ | --------- | ------ |
| 2019 | Uncut Gems    | Chicago Film Critics Association | Most Promising Performer | Nomineret | [ 27 ] |
| 2019 | Uncut Gems    | Georgia Film Critics Association | Breakthrough Award       | Nomineret | [ 28 ] |
| 2019 | Uncut Gems    | Gotham Awards                    | Breakthrough Actor       | Nomineret | [ 29 ] |
| 2019 | Uncut Gems    | Toronto Film Critics Association | Best Supporting Actress  | Nomineret | [ 30 ] |

## Eksterne links
- Julia Fox på Internet Movie Database (engelsk)
- Julia Fox på Instagram